# Ana Paula Valadão
Ana Paula Machado Valadão Bessa (Belo Horizonte, 16 de maio de 1976) é uma cantora, compositora, arranjadora de música cristã contemporânea, também escritora, pastora da lgreja Diante do Trono e apresentadora brasileira. Ana Paula é filha de Márcio Valadão e Renata Valadão, pastores, ex-presidentes da Igreja Batista da Lagoinha em Belo Horizonte e tem dois irmãos que também são pastores e cantores, André Valadão e Mariana Valadão. Ana Paula é casada com o pastor e escritor Gustavo Bessa desde 13 de setembro de 2000, com quem tem dois filhos, Isaque e Benjamim. Desde 2018, Ana é pastora e fundadora da Igreja Diante do Trono com sede no sul da Flórida.
Ana Paula Valadão é líder e fundadora do Ministério de Louvor Diante do Trono, uma das mais conhecidas e renomadas bandas de música cristã contemporânea do Brasil e do mundo, com quem já lançou mais de 25 álbuns, entre gravações ao vivo, estúdio e projetos infantis, o Crianças Diante do Trono, além de alguns projetos solos. É a compositora de clássicos da música gospel, como "Preciso de Ti", "Águas purificadoras", "Aos olhos do Pai" etc. O grupo já vendeu mais de 15 milhões de discos em diversos formatos, tornando-se um dos recordistas de vendas de discos no Brasil. Em uma única apresentação, realizada no dia 12 de Julho de 2003, durante a gravação do álbum Quero me Apaixonar, o Diante do Trono reuniu mais de 2 milhões de pessoas no Aeroporto Campo de Marte em São Paulo, sendo o maior público de um evento cristão do mundo e o segundo maior público do Brasil, perdendo apenas para o festival Rock in Rio. Também já foi vencedor nos troféus Talento, da RecordTV, e Promessas, da Rede Globo, além de ser indicado ao Grammy Latino em 2012 com o álbum Sol da Justiça.
Através do Ministério Diante do Trono e da Igreja Batista da Lagoinha, Ana Paula Valadão promove diversas ações sociais, humanitárias e missionárias, como o Projeto Índia, que combate o tráfico humano, a Missão DT, além de outras ações pontuais promovidas durante algumas de suas gravações de álbuns ao vivo pelo Brasil e no Oriente Médio.
Diante do trono teve o 5° maior show do mundo, com 2 milhões de pessoas reúnidas em Campo de Marte, São Paulo, na noite mais fria de 2003. Porém não foi muito reconhecido por ser uma apresentação religiosa.
Em 2012, Ana Paula Valadão foi considerada um dos 100 maiores brasileiros de todos os tempos por uma pesquisa da emissora SBT em parceria com a BBC de Londres. Em 2013, Ana Paula foi citada pela publicação americana Forbes como a 89ª celebridade mais influente do Brasil.

## Vida e carreira
Filha dos pastores Márcio Valadão e Renata Valadão, da Igreja Batista da Lagoinha. Ela é a irmã mais velha de André Valadão e Mariana Valadão. Ela começou cedo no meio musical, principalmente cantando e acompanhando sua mãe no coral da igreja, e participando do grupo King's Kids, da missão Jocum. Sua primeira participação em um álbum foi no Expressão de Fé, gravado para o King's Kids. Algum tempo depois, participou do coral El-Shammah, com o qual gravou o álbum Ele Tem Sido Fiel.
A cantora cursou direito na Universidade Federal de Minas Gerais (UFMG), mas trancou o curso em 1996, pois decidira ingressar no Christ for the Nations Institute (CFNI), uma escola nos Estados Unidos que visa formar líderes de louvor. Quando retornou ao Brasil começou a escrever músicas, inicialmente versões de cantores que conheceu internacionalmente, como Dennis Jernigan e Darlene Zschech. Em 1997, participou do álbum Santo é o Teu Nome, gravado pelo pastor Sóstenes Mendes. Em 1998 foi gravado o primeiro álbum, intitulado Diante do Trono. Foi o início da banda Diante do Trono. Ana Paula casou-se com o pastor Gustavo Bessa no dia 13 de setembro de 2000, um ano e onze meses depois de se conhecerem. Relata-se que ela tinha dificuldades para engravidar, tendo retratado essa dificuldade no álbum Esperança e inspirado na música "Esperança". Já na gravação do álbum seguinte, Ainda Existe Uma Cruz, Ana se encontrava grávida de seu primeiro filho, Isaque Valadão Bessa, que nasceu no dia 3 de janeiro de 2006, e em 23 de maio de 2009 nasceu seu segundo filho, Benjamim Valadão Bessa.

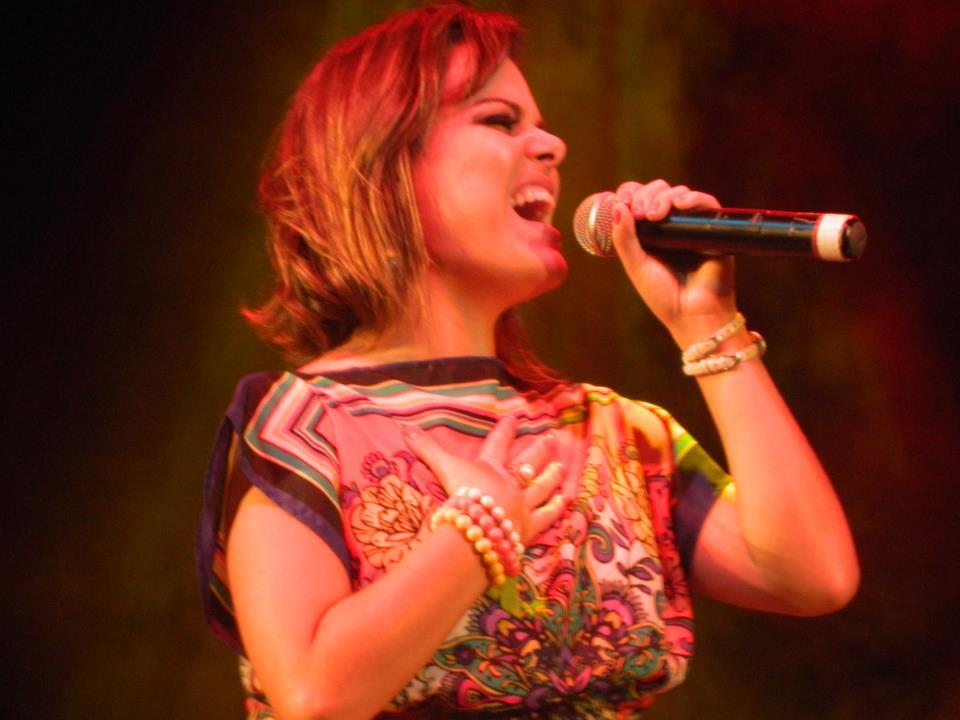
Valadão em 2012

O ministério de louvor Diante do Trono emplacou grandes hits, alcançando as paradas de sucesso, bem como todo público cristão brasileiro e mundial com canções como "Manancial", "Águas Purificadoras", "Nos Braços do Pai" e "Preciso de Ti", marca registrada do grupo. A banda teve grande influência na Igreja Protestante Brasileira, tendo realizado grandes ajuntamentos com público recorde de mais de dois milhões de pessoas no Campo de Marte, em São Paulo, no ano 2003 com a gravação do álbum Quero me Apaixonar.
Em Agosto de 2009, Ana Paula e sua família se mudaram para Dallas nos Estados Unidos, onde seu marido deu continuidade aos seus estudos ministeriais. Porém a cantora deixou claro na página oficial do Diante do Trono que não abandonaria a banda e continuaria presente nos principais eventos do grupo. Em Maio de 2011 toda a família Bessa voltou ao Brasil.
Ana Paula Valadão já recebeu mais de 32 prêmios em nome de seu grupo e já viajou por vários países da América, Europa, Oriente Médio, África e Ásia. Ao longo da história do Diante do Trono, Ana Paula sempre se manteve a frente das performances musicais, composições e organização do grupo.

Em 2011, a cantora arranjou a música "Grande Senhor", de Mariana Valadão, do álbum Minhas Canções na Voz dos Melhores - Volume 4.
Em julho de 2012, Ana Paula Valadão foi considerada um dos 100 maiores brasileiros de todos os tempos por uma pesquisa da emissora SBT em parceria com a BBC de Londres na qual o público, pela Internet, sugeria nomes de pessoas que podiam ser consideradas grandes ícones do Brasil. Ana Paula ocupou a de 97ª posição, em 11 de julho de 2012 participou do programa O Maior Brasileiro de Todos os Tempos, cantando em rede nacional. Em Dezembro de 2013, Ana Paula foi citada pela publicação americana Forbes como a 89ª celebridade mais influente do Brasil.

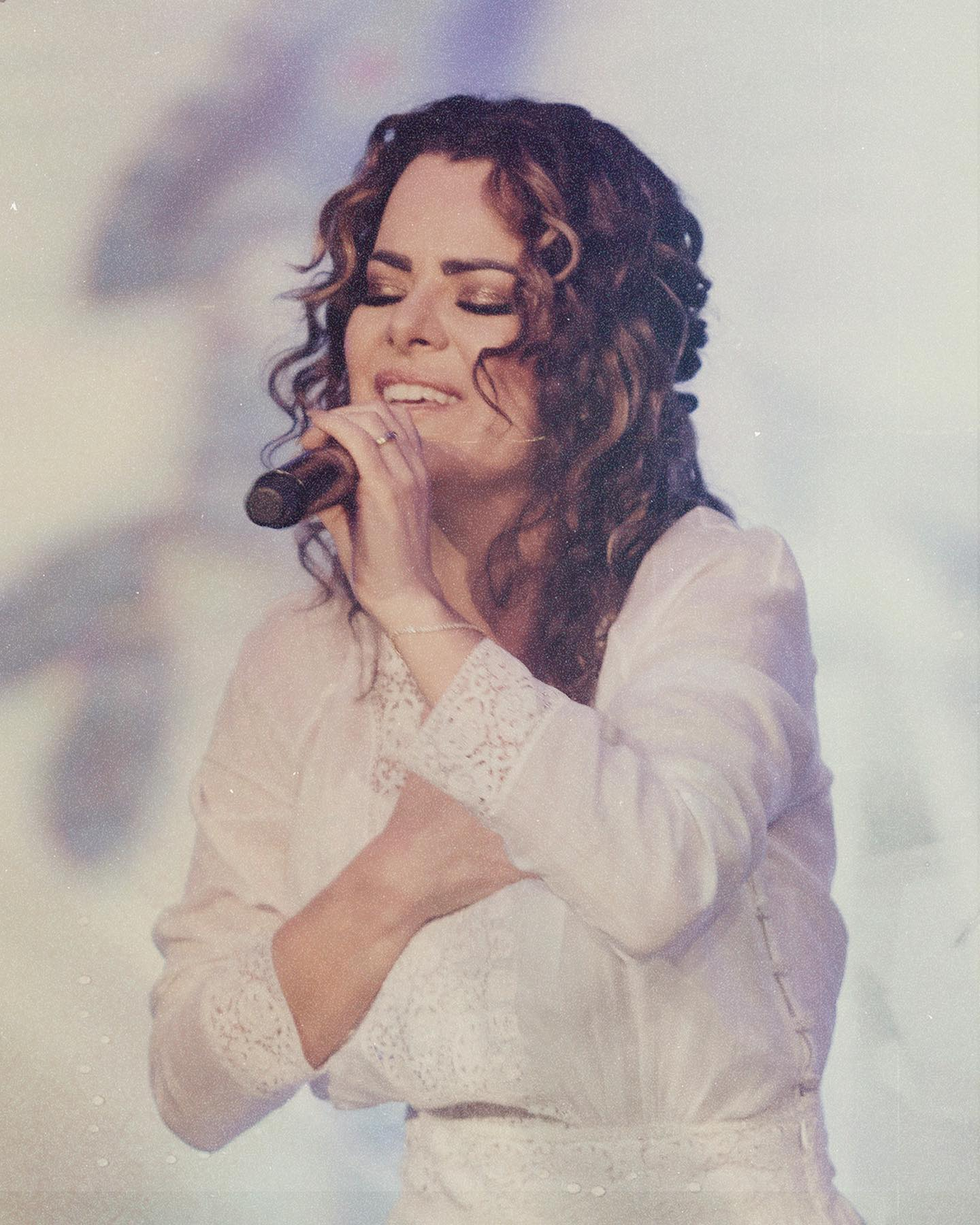
Valadão em 2020

Por meio do Ministério de Louvor Diante do Trono, Ana Paula impulsionou o ministério de grandes nomes do meio gospel como, André Valadão, Nívea Soares, Mariana Valadão, Helena Tannure, Ana Nóbrega, Israel Salazar e Silvio Nogueira.
Em setembro de 2015, Ana Paula Valadão foi convidada pela Embaixada Cristã de Jerusalém para ministrar na Festa dos Tabernáculos, no deserto de Ein-Gedi. No evento, estiveram presente representantes de 95 nações, a cantora participou representando o Brasil e a América Latina. Anteriormente, no mesmo ano, a cantora havia sido convidada para participar da conferência global Empowered21 realizada também em Israel. No final de 2015, Ana Paula e sua família mudaram-se novamente para Dallas, onde a cantora atua como professora na CFNI e pastora de adoração na Gateway Church e seu marido, Gustavo Bessa realiza seu doutorado em teologia. Nesse novo período, a cantora tem ministrado em diversos cultos e conferências pelos Estados Unidos, como na IHOP-KC, na Universidade Oral Roberts University, entre outras. Também tem participado de matérias de televisão da TV7, TBN Israel, CBN News e da Daystar Television Network.
Em setembro de 2017 a cantora participou da Conferência Fire 17, evento realizado em Curitiba. A conferência é um dos maiores eventos mundiais do segmento evangélico. A convenção é realizada em diversas partes do mundo desde 1974 pela organização evangelística Cristo para todas as Nações (CfaN), que acumula mais de 400 conferências Fire em diferentes países. A programação aconteceu na Primeira Igreja Batista de Curitiba em parceria com a Comunidade Alcance e o Ministério Diante do Trono.
No final do ano de 2017, Ana Paula e sua família mudaram-se para o estado da Flórida, onde seu marido continuou seus estudos.
Durante o Congresso Adoração, Intercessão e Missão Diante do Trono de 2018, Ana Paula anunciou que estaria presidindo a Igreja Before The Throne Church , a igreja Diante do Trono em Miami - Estados Unidos, ao lado de seu esposo Gustavo Bessa.

## Missão DT
Desde a infância, Ana Paula dedica seu amor pela obra missionário. O primeiro álbum do Ministério de Louvor Diante do Trono foi gravado em 1998, com o intuito de levantar recursos para um projeto missionário na Índia que resgata meninas vítimas de exploração sexual. Durante toda a trajetória de seu ministério, Ana Paula investiu 90% dos lucros recebidos em projetos missionários.
Em 15 de abril de 2017, a cantora, líder do Diante do Trono, fundou juntamente com seu esposo Gustavo Bessa, a "Missão DT", que visa a arrecadação de recursos para sustentar projetos missionários na Índia, em Israel, e também no Sertão brasileiro, que tem sido abraçado por seu ministério em causas sociais desde 2014, com a gravação do álbum "Tu Reinas".
Em  2 de julho de 2019, Ana Paula Valadão lança o primeiro single Levanto um Aleluia de música gospel do 19° álbum da série Diante do Trono intitulado Outra Vez. A canção teve a  participação especial do cantor Isaias Saad .

## Discografia
Ana Paula Valadão Bessa possui mais de cinquenta e três álbuns gravados, todos vinculados a marca de seu Ministério de Louvor Diante do Trono. Em 2015, a banda adotou o investimento das músicas através das plataformas digitais, lançando primeiro o single do projeto e em seguida o álbum completo.
| Ano  | Singles                                |
| ---- | -------------------------------------- |
| 2015 | Tu és Bom                              |
| 2016 | Começa a Brilhar                       |
| 2017 | Deserto de Revelação                   |
| 2018 | Eu Só Posso Imaginar                   |
| 2018 | Eu e a Minha Casa                      |
| 2019 | Meu Ar                                 |
| 2019 | Levanto um Aleluia - feat. Isaías Saad |
| 2019 | A Sua Voz                              |
| 2019 | Defensor                               |
| 2019 | Santo Espírito - feat. Gabriela Rocha  |
| 2020 | Sacode o Pó                            |

São dezenove álbuns principais da série Diante do Trono (DT1 - DT19), com músicas inéditas e versões de sua autoria. Os trabalhos produzidos trouxeram diversas premiações e venderam mais de 15 de milhões de cópias. As gravações ocorreram em cidades de todas as regiões do Brasil, além de gravações internacionais em Israel, na Jordânia e nos Estados Unidos.
| Ano  | Série Diante do Trono     |
| ---- | ------------------------- |
| 1998 | Diante do Trono           |
| 1999 | Exaltado                  |
| 2000 | Águas Purificadoras       |
| 2001 | Preciso de Ti             |
| 2002 | Nos Braços do Pai         |
| 2003 | Quero Me Apaixonar        |
| 2004 | Esperança                 |
| 2005 | Ainda Existe Uma Cruz     |
| 2006 | Por Amor de Ti, Oh Brasil |
| 2007 | Príncipe da Paz           |
| 2008 | A Canção do Amor          |
| 2009 | Tua Visão                 |
| 2010 | Aleluia                   |
| 2011 | Sol da Justiça            |
| 2012 | Creio                     |
| 2014 | Tu Reinas                 |
| 2015 | Tetelestai                |
| 2017 | Deserto de Revelação      |
| 2019 | Outra Vez                 |
| 2021 | Respirar                  |
| 2022 | Sim e Amém                |
| 2023 | Memórias do Coração       |

São onze álbuns especiais com temática específica as mulheres, família, casais e a Missão DT, além de cinco álbuns comemorativos gravados ao vivo a cada cinco anos dos aniversários do seu Ministério de Louvor Diante do Trono.
| Ano  | Especiais e Comemorativos                                                |
| ---- | ------------------------------------------------------------------------ |
| 2001 | Brasil Diante do Trono 1                                                 |
| 2006 | In the Father's Arms En los Brazos del Padre Sem Palavras - Instrumental |
| 2007 | Tempo de Festa                                                           |
| 2007 | Com Intensidade                                                          |
| 2009 | As Fontes do Amor                                                        |
| 2012 | Suomi Valtaistuimen Edessä                                               |
| 2013 | Renovo                                                                   |
| 2015 | Läpimurto                                                                |
| 2016 | Imersão                                                                  |
| 2017 | Imersão 2                                                                |
| 2017 | Eu e a Minha Casa                                                        |
| 2018 | Musical 20 Anos Diante do Trono                                          |
| 2018 | Imersão 3                                                                |
| 2019 | Imersão 4                                                                |
| 2020 | Imersão 5                                                                |

A Série Crianças Diante do Trono nasceu em 2001, durante o sucesso de público do álbum Preciso de Ti . Após diversos relatos dos pais da Igreja Batista da Lagoinha de que seus filhos curtiam as músicas de seu ministério, Ana Paula Valadão Bessa decidiu investir em projetos de músicas específicas ao público juvenil com suas composições autorais. Foram sete álbuns inéditos gravados em estúdio produzidos nesta série, além de três regravações comemorativas.
| Ano  | Série Crianças Diante do Trono  |
| ---- | ------------------------------- |
| 2001 | Crianças Diante do Trono        |
| 2003 | Amigo de Deus                   |
| 2004 | Quem É Jesus?                   |
| 2005 | Vamos Compartilhar              |
| 2006 | Arca de Noé                     |
| 2007 | Samuel, o Menino Que Ouviu Deus |
| 2008 | Para Adorar ao Senhor           |
| 2010 | Amigos do Perdão                |
| 2012 | Davi                            |
| 2015 | Renovo Kids                     |
| 2016 | DT Babies                       |

O sucesso das músicas do Ministério de Louvor Diante do Trono repercutiu internacionalmente, gerando parcerias internacionais com as bandas das igrejas Hillsong e Gateway Worship. As canções foram versionadas pela Ana Paula Valadão Bessa e as gravações aconteceram na Igreja Batista da Lagoinha no Brasil.
| Ano  | Parcerias Internacionais  |
| ---- | ------------------------- |
| 2000 | Aclame ao Senhor          |
| 2000 | Shalom Jerusalém          |
| 2011 | Glória a Deus             |
| 2012 | Global Project: Português |
| 2014 | Deus Reina                |
| 2015 | Pra Sempre Teu            |
| 2016 | Muralhas                  |

## Programas de televisão
- Programa Diante do Trono (2002–2010) / (2013–2015)
- Nos Bastidores com o DT (2011–2013)

## Polêmicas e Controvérsias
Desde o início de seu ministério, Ana Paula Valadão Bessa sempre anunciou ser sensível ao seu chamado ministerial com Deus, sendo a porta voz dele à sociedade ao defender os princípios cristãos descritos na bíblia sagrada de como os seres humanos devem seguir no evangelho. Por conta disto, sempre foi criticada por um grupo de pessoas que consideram suas convicções e pensamentos polêmicos.
Por sempre se render ao espírito santo em seus cânticos espontâneos, durante um show no Rio de Janeiro em 2007, na turnê Príncipe da Paz, foi duramente criticada no meio gospel ao engatinhar no palco representando Jesus, o leão de Judá no espontâneo da música "Cordeiro e Leão".
No final do ano de 2009, seu esposo Gustavo Bessa decidiu se mudar com a família para o Texas - EUA, para iniciar o seu mestrado. Com o Diante do Trono com shows em alta,  Ana Paula Valadão se mudou, mas voltava constantemente ao Brasil para cumprir sua agenda de shows. Retornou ao Brasil em janeiro de 2011.
Em 2010, a cantora com dívidas com o mercado fonográfico da sua empresa Diante do Trono e sua mudança para os EUA, fez um voto com Deus ao renunciar a sua vaidade mais valiosa, o seu cabelo, o cortando radicalmente pela primeira vez e não comprando roupas e objetos pessoais para si mesma durante um ano.
Em 2011, ao perceber a mudança de seu público nesta nova década composto de pessoas na faixa de 10 à 29 anos, Ana Paula Valadão decide atualizar a sonoridade do Diante do Trono, abandonando o som de música clássica com orquestras, para o estilo pop e worship, com ministrações mais ousadas com a participação mais evidente da guitarra e bateria. Para os shows e turnês, a pastora decide atualizar as músicas antigas de grande sucesso do grupo, sendo regravadas com novos arranjos nos projetos: Renovo e Tu Reinas, ambos gravados em 2013.
Após a transmissão de um culto do Congresso Diante do Trono 2011 intitulado "Tua Glória Venha!" no YouTube, a cantora foi atacada pelo bispo Edir Macedo ao dizer que a mesma estava endemoniada ao cair no palco quando um pastor tocou a sua cabeça. Ana Paula Valadão respondeu aos ataques via twitter, dizendo que apenas se rendeu de corpo e alma à presença do Espírito Santo naquela noite.
Em 2015, se muda definitivamente aos Estados Unidos, para o seu esposo Gustavo Bessa, iniciar os estudos de doutorado e pós-doutorado.
Em 2016, com o tema da ideologia de gênero em alta nas grandes mídias, gerou polêmica com a comunidade LGBT ao se manifestar e propor boicote à campanha do dia dos namorados da C&A que incentivada este tema.
Sofreu um grande golpe de seu antigo gestor e diretor geral da empresa Diante do Trono. Veio à tona em 2017, a cobrança milionária da receita federal como consequência. Desesperada e aos prantos, Ana Paula Valadão se trancou em seu banheiro na sua casa em Miami e cortou todo o seu volumoso cabelo como oferta de sacrifício à Deus. Posteriormente, a dívida foi negociada e parcelada em muitos anos de parcelas.
Em 2020, um vídeo antigo referente a uma pregação com o pastor Asaph Borba, durante o Congresso Diante do Trono 2016 circula na internet, gerando muita polêmica com a comunidade LGBTQI+. Nele, Ana Paula Valadão ministra sobre a homossexualidade, dizendo ser um comportamento inadequado que a bíblia condena como pecado e, todo pecado tem uma consequência que é a morte. A pastora continua dizendo que o vírus do HIV comprova que a união homoafetiva é uma consequência deste pecado. Os ativistas da Aliança LGBTQI+ entraram com processo contra a Ana Paula Valadão por discurso de ódio e crime de homofobia. Em maio de 2024, Ana Paula Valadão e a TV ligada à Igreja Batista da Lagoinha, que transmitiu a pregação, foram condenadas a pagar 25 mil reais por danos morais coletivos. Em sua decisão, o juiz destacou que relacionar a causa de uma doença à orientação sexual das pessoas ultrapassa qualquer liberdade de expressão, além de ser preconceito.